# Tragon
Tragon is een kevergeslacht uit de familie van de boktorren (Cerambycidae). De wetenschappelijke naam van het geslacht werd voor het eerst geldig gepubliceerd in 1871 door Murray.

## Soorten
Tragon omvat de volgende soorten:
- Tragon mimicus (Bates, 1890)
- Tragon pulcher Breuning, 1942
- Tragon signaticornis (Chevrolat, 1855)
- Tragon silaceoides Lepesme, 1952
- Tragon suturalis (Pascoe, 1864)